# The 28th Street Crew
A The 28th Street Crew egy amerikai rövid életű house csapat volt, melynek tagjai a későbbi C+C Music Factory megalapító tagjai Robert Clivillés és David Cole. A csapat használta még a The Done Properly Posse nevet is.

## Karrier
A csapat első és egyetlen albuma az 1989-ben megjelent I Need a Rhythm című, melyet a Vendette és az A&M kiadó jelentetett meg. Az albumról kimásolt azonos címet viselő dalt később a Grand Theft Auto: San Andreas videójátékban is felhasználták, mely a 77. helyig jutott az angol kislemezlistán. A csapat tagjai 1989-ben megalapították a sokkal sikeresebb  C+C Music Factoryt.

## Diszkográfia
Albumok
- 1989 I Need a Rhythm[4]

Kislemezek
- 1989 I Need a Rhythm (UK#77)[3]
- 1995 O